# 岸谷生麦出入口
岸谷生麦出入口（きしやなまむぎでいりぐち）は、神奈川県横浜市鶴見区にある首都高速道路神奈川7号横浜北線のインターチェンジである。2017年（平成29年）3月18日に供用開始した。生麦JCT方面、横浜港北JCT方面双方に出口と入口を有する。
横浜港北JCT方面にある横浜北トンネルは全長が5kmを超える長大トンネルのため、危険物積載車両の通行が禁止されており、該当車は本出口で出なければならない。
尚、建設当初の仮称は「新生麦出入口」であった。

## 道路
都市計画道路岸谷生麦線を介し、生麦JCT方面と第二京浜国道（国道1号）、横浜港北JCT方面と産業道路（東京都道・神奈川県道6号東京大師横浜線）、第一京浜国道（国道15号）を接続する。岸谷生麦線は横浜北線開通に先立ち、2017年3月16日に開通した。

## 周辺
- 生麦事件の碑
- 京急本線生麦駅
- キリンビール横浜工場
- 子安台公園
- 大黒町

## 隣
首都高速神奈川7号横浜北線
生麦JCT - (751,752) 岸谷生麦出入口  - （753,754）馬場出入口  - （755,756）新横浜出入口